# Ippi di Reggio
Ippi di Reggio (in greco antico: Ἵππυς?, Híppys; Reggio, inizio V secolo a.C. – ...) è stato uno storico greco antico.

## Biografia
Di Ippi abbiamo notizie dalla Suda, secondo la quale fu il primo storico magnogreco che raccolse e tramandò notizie inerenti alla storia della colonizzazione dell'Italia meridionale da parte dei Greciː sarebbe fiorito durante le guerre persiane (480 a.C. circa), in tal modo trovandosi ad essere contemporaneo di Antioco di Siracusa.

## Opere
A Ippi sono state attribuite Sikeliká ("Storia della Sicilia") in 5 libri, Ktísis Italías ("Fondazioni d'Italia"), Chroniká in 5 libri e Argoliká in 3.
In realtà, sembra che la stessa esistenza di questo autore, secondo gli studiosi, vada contestataː Ippi sarebbe una falsificazione posteriore di un autore, Mies, di origine neopitagorica, che proclamava di averne fatto una epitome; inoltre, gli stessi titoli tramandati rimandano a interessi ellenistici, più che di età arcaica .